# تصوير شعاعي جاف
التَّصوير الشُّعاعِيُّ الجاف هو نوعٌ من التصوير بالأشعة السينية، حيث تسجلُ فيه صورة الجسم على ورقٍ بدلًا من فيلم. تُستخدم في هذه التقنية صفيحةٌ من السيلينيوم تستندُ على طبقةٍ رقيقةٍ من أكسيد الألومنيوم، حيث تُشحَنُ هذه الصفيحة بانتظامٍ عبر تمريرها أمام شبكة التفريغ التاجي [الإنجليزية]. طُورت هذه العملية عام 1950 بواسطة المهندس الدكتور روبرت سي. ماكماستر.
عندما يصطدم فوتون الأشعة السينية بهذا الغلاف غير المتبلور من السيلينيوم، فإنَّ الشحنات تنتشر بما يتناسب مع محتوى طاقة الأشعة السينية. يحدث هذا نتيجةً للتوصيل الضوئي. تجذب الطبعة الناتجة، على شكل توزيع الشحنة على الصفيحة، جزيئات الحبر، والتي تُنقل بعد ذلك إلى ألواحٍ ورقيةٍ قابلةٍ لإعادة الاستخدام. هذا الأمر، على عكس الأشعة السينية التقليدية، حيث لا تُوجد حاجةٌ لمطوري مظهر التصوير. لذلك، فإنَّ مصطلح (xeroradiography)، يتكون من بادئة "xero-" وتعني جاف باللغة اليونانية، حيث أنَّ هذه الطريقة تتطلب المزيد من التعرض للإشعاع. استخدمت هذه الطريقة سابقًا في التصوير الشعاعي للثدي، وذلك قبل ظهور التصوير الرقمي الشعاعي للثدي.
يُعد التصوير الشعاعي الجاف للثدي (الاسم العلمي: Xeromammography) شكلًا من أشكال التصوير الشعاعي الجاف.